# マドレーヌ・フィルム
マドレーヌ・フィルム（Madeleine Films）は、映画プロデューサーのジルベール・ド・ゴールドシュミットが1951年に設立した、フランスの映画製作会社。

## 概要
1951年、ゴールドシュミットが2人のアメリカ人ピーター・ラスヴォン、スチュアート・シュルバーグとともに、パリのマドレーヌ広場（Place de la Madeleine）に設立した。やがて、スカール・ペトラルク（Square Pétrarque）に移転。
40本あまりもの長編映画を1954年から1998年にかけて製作し、ときに「パルク・フィルム」社（代表マグ・ボダール）とともに『シェルブールの雨傘』（監督ジャック・ドゥミ、1964年）、『ロシュフォールの恋人たち』（同、1966年）を、あるいは「ラ・ゲヴィル」社（映画監督イヴ・ロベールと女優ダニエル・ドロルム夫妻の会社）とともに『ぐうたらバンザイ! Alexandre le bienheureux』（監督イヴ・ロベール、1967年）や『Le Distrait』（監督ピエール・リシャール、1970年）、『アルフレッドの災難 Les Malheurs d'Alfred』（同、1972年）、『Le Grand Blond avec une chaussure noire』（監督イヴ・ロベール、1972年）などを共同製作した。
なかでも社会的な大ヒットをしたのはパトリック・シュルマン監督の『P.R.O.F.S.』（1985年）である。
所在地は、ヌイイ＝シュル＝セーヌ市ダム・ゾキュスティーヌ街7番地（7, rue des Dames Augustines）。同社は、パリ郊外の同地で、「ステュディオ・デ・ダム・ゾキュスティーヌ」という上映ホールと音響効果のオーディトリアムを経営している。